# Ilisha africana
Aflema, Alose rasoir, Ilisha africain, Rasoir
Espèce
Statut de conservation UICN

 LC  : Préoccupation mineure
Ilisha africana, l’Aflema, l’Alose rasoir, l’Ilisha africain ou encore le Rasoir, est une espèce de poissons de la famille des Pristigasteridae qui se rencontre dans tous les milieux depuis l'eau douce jusqu'à l'eau de mer.

## Description
Ilisha africana peut mesurer jusqu'à 30 cm, queue non comprise, mais sa taille habituelle est d'environ 16 cm, queue non comprise. Son poids maximal enregistré est de 144 g.

## Répartition
Ce poisson se rencontre dans l'Atlantique est, depuis les côtes du Sénégal jusqu'à celles du centre de l'Angola, ainsi que sur les côtes de Sao Tomé-et-Principe. Il est présent depuis la surface et jusqu'à 25 m de profondeur.

## Systématique
Le nom valide complet (avec auteur) de ce taxon est Ilisha africana (Bloch, 1795).
L'espèce a été initialement classée dans le genre Clupea sous le protonyme Clupea africana Bloch, 1795.
Ce taxon porte en français les noms vernaculaires ou normalisés suivants : Aflema, Alose rasoir, Ilisha africain, Rasoir.
Ilisha africana a pour synonymes :
- Clupanodon africanus (Bloch, 1795)
- Clupea africana Bloch, 1795
- Ilisha dolloi (Boulenger, 1902)
- Ilisha melanota Derscheid, 1924
- Pellona africana (Bloch, 1795)
- Pellona gabonica Duméril, 1861
- Pellona iserti Valenciennes, 1847
- Pristigaster dolloi Boulenger, 1902

### Publication originale
- (de) M. E. Bloch, Naturgeschichte der ausländischen Fische, Berlin, vol. 9, 192 pages.